# Resolução 243 do Conselho de Segurança das Nações Unidas

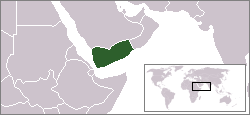
Onde fica

A Resolução 243 do Conselho de Segurança das Nações Unidas aprovada por unanimidade em 12 de dezembro de 1967, depois de analisar a candidatura da República Democrática Popular do Iêmen para a adesão às Nações Unidas, o Conselho recomendou à Assembleia Geral que a República Democrática Popular do Iêmen fosse admitida.